# Jack Taylor (scheidsrechter)

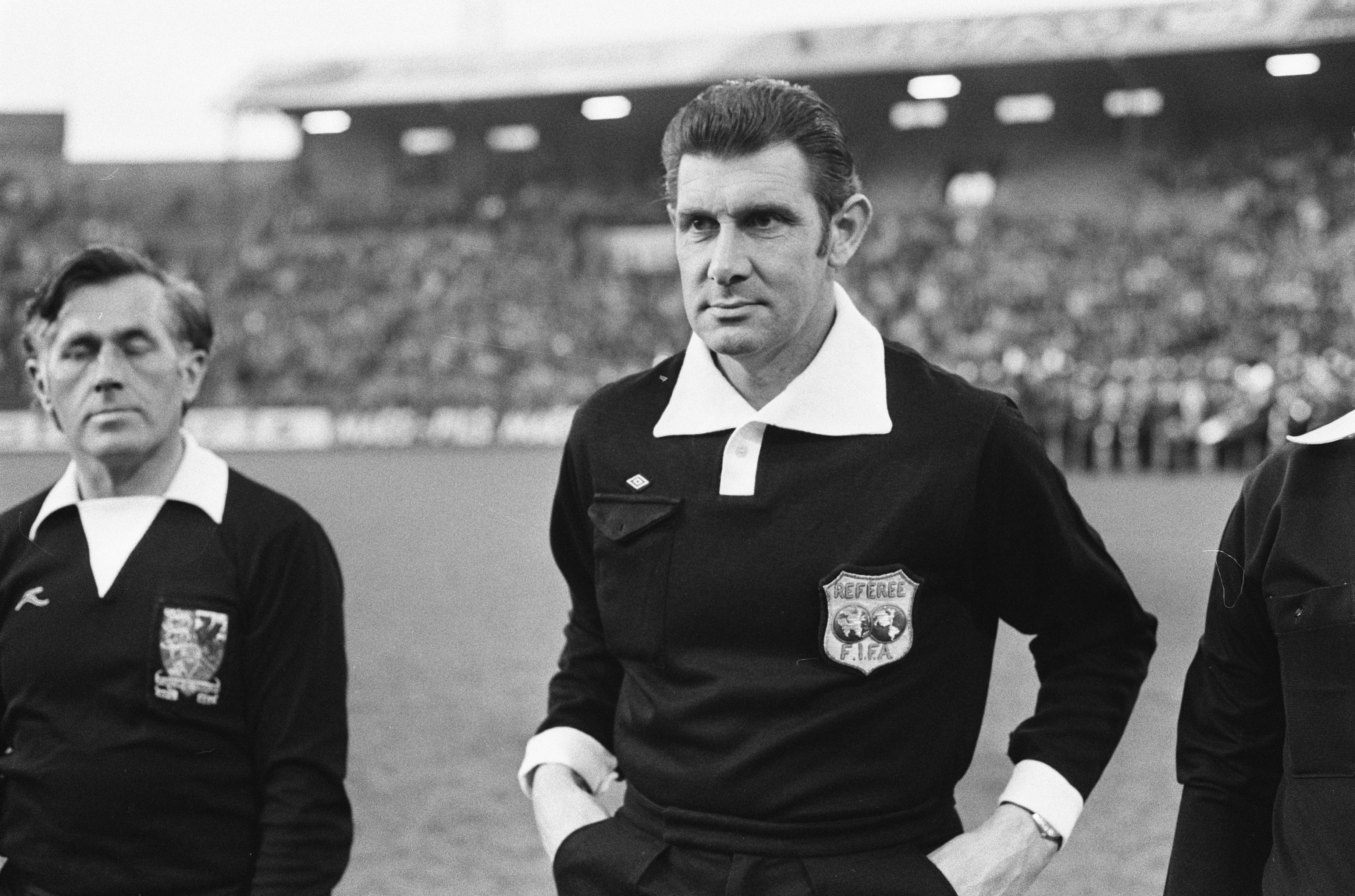
Taylor tijdens de interland België - Nederland in 1975.

John Keith ("Jack") Taylor (Wolverhampton, 21 mei 1930 – Shropshire, 27 juli 2012) was een Engels voetbalscheidsrechter. In totaal was hij 33 jaar lang actief en leidde meer dan duizend wedstrijden gedurende zijn carrière. Van 1963 tot en met 1977 was hij FIFA-scheidsrechter.
Hij is vooral bekend vanwege het feit dat hij de finale leidde van het Wereldkampioenschap voetbal 1974 in West-Duitsland tussen gastland West-Duitsland en Nederland, duel dat met 2-1 werd gewonnen door West-Duitsland. Enkele onterechte spelbeoordelingen en het wél en niet toekennen van enkele strafschoppen maakten hem bij de niet-neutrale voetbalfan onderwerp van discussie. Bovendien zag hij vlak voor het begin van de finale over het hoofd dat de hoekvlaggen ontbraken op het veld. Deze moesten overhaast alsnog worden geïnstalleerd, waardoor de finale enkele minuten te laat begon.
Taylor floot in 1971 ook al de finale van de strijd om de Europacup I tussen Ajax en Panathinaikos (2-0) in het Wembley Stadium in Londen.